# Свята Японії
Відповідно до Закону про державні свята від 1948 року (та поправок до нього) [Архівовано 9 травня 2021 у Wayback Machine.] встановлено 16 офіційних свят Японії та дати їх святкування. Крім того, японці відзначають деякі традиційні свята.

## Таблиця свят
Поточний список свят - неробочих днів, відповідно до чинної редакції закону, виглядає так:
| Дата                     | Назва японською | Назва українською          |
| ------------------------ | --------------- | -------------------------- |
| 1 січня                  | 元日            | Новий рік                  |
| Другий понеділок січня   | 成人の日        | День повноліття            |
| 11 лютого                | 建国記念の日    | День заснування держави    |
| 23 лютого                | 天皇誕生日      | День народження імператора |
| 20 або 21 березня        | 春分の日        | День весняного рівнодення  |
| 29 квітня                | 昭和の日        | День Сьова                 |
| 3 травня                 | 憲法記念日      | День Конституції           |
| 4 травня                 | みどりの日      | День зелені                |
| 5 травня                 | こどもの日      | День дітей                 |
| Третій понеділок липня   | 海の日          | День моря                  |
| 11 серпня                | 山の日          | День гір                   |
| Третій понеділок вересня | 敬老の日        | День поваги до старших     |
| 22 або 23 вересня        | 秋分の日        | День осіннього рівнодення  |
| Другий понеділок жовтня  | 体育の日        | День спорту                |
| 3 листопада              | 文化の日        | День культури              |
| 23 листопада             | 勤労感謝の日    | День подяки за працю       |

Поправки до закону встановлюють, що свято, яке випадає на неділю, переміщається на понеділок (з 1973 року). Інші дві поправки встановили, що день, який знаходиться між двома державними святами, також стає святом. Перша з них, від 1988 року, визнавала таким 4 травня, адже 3 і 5 травня встановлені визначені законом свята, але з 2007 року вона втратила актуальність, оскільки на 4 травня було встановлено День зелені, свято, перенесене з 29 квітня. Друга з таких поправок застосовується з 2003 року і стосується 21 чи 22 вересня, якщо воно припадає на вівторок і при цьому наступний день (відповідно 22 чи 23 вересня є Днем осіннього рівнодення), оскільки у такому разі понеділок напередодні (третій у вересні) є Днем шанування старших. 

## Історія змін
Чинний закон прийнято у 1948 році (набув чинності 20 липня), і відповідно до його положень, було 9 свят: 1 січня - Новий рік, 15 січня - День повноліття, День весняного рівнодення, 29 квітня - День народження імператора, 3 травня - День Конституції, 5 травня - День дітей, День осіннього рівнодення, 3 листопада - День культури, 23 листопада - День подяки за працю. У 1966 році додані День поваги до старших (15 вересня) та День здоров'я і спорту (День спорту з 2020) (10 жовтня). З 1967 року - 12 свят, оскілько додано День заснування держави 11 лютого. У 1989 році, після смерті імператора Хірохіто, День народження імператора став відзначатися 23 грудня, а 29 квітня став відзначатися День зелені. З 1996 року додане 14-е свято - День моря (20 липня).
Починаючи з 2000 року в Японії введена система щасливих понеділків, що відтіснила деякі з державних свят, щоб отримати «довгі вихідні»:
- День повноліття: 15 січня → другий понеділок січня (починаючи з 2000 року);
- День моря: 20 липня → третій понеділок липня (починаючи з 2003 року);
- День шанування старших: 15 вересня → третій понеділок вересня (починаючи з 2003 року);
- День фізкультури: 10 жовтня → другий понеділок жовтня (починаючи з 2000 року).

У 2005 році було вирішено замість Дня зелені, який відзначається 29 квітня, ввести нове державне свято — День Сева. День зелені пересунули на 4 травня. Це нововведення набуло чинності в 2007 році.
З 2016 року, коли вперше було відзначено День гір 11 серпня, свят є 16. День народження імператора, який до 2018 року відзначався 23 грудня, з 2020 року припадає на 23 лютого.

### Тимчасові зміни та імператорські свята
При важливих змінах, пов'язаних з імператорською родиною (інтронізація, одруження, смерть тощо), приймається відповідний закон на поточний рік, що визначає цей день (дні) прирівняним до державного свята:
- 10 квітня 1959 - одруження принца Акіхіто,
- 24 лютого 1989 - похорон імператора Хірохіто,
- 12 листопада 1990 - інтронізація імператора Акіхіто,
- 9 червня 1993 - одруження принца Нарухіто,
- 1 травня 2019 - сходження на престол імператора Нарухіто, святами також стали 30 квітня і 2 травня, відповідно до ст. 3 закону про національні свята.
- 22 жовтня 2019 - інтронізація імператора Нарухіто.

У зв'язку з Олімпійськами іграми 2020 року тимчасово змінено дати трьох свят, щоб зробити неробочими днями дні відкриття і перший день після закриття Олімпіади. Так, у 2020 році День моря перенесено з 20 на 23 липня, День спорту з 12 жовтня на 24 липня, День гір з 11 на 10 серпня. Через перенесення Олімпійських ігор на 2021 рік зміни для 2020 року залишилися чинними, а для 2021 року прийнято відповідний закон, яким перенесено: День моря з 19 на 22 липня, День спорту з 11 жовтня на 23 липня, День гір з 11 на 8 серпня (перенесення Дня гір початково пропонувалося на 9 серпня, однак через роковини бомбардування Нагасакі (1945) святом стало 8 серпня, а 9-е при цьому стало компенсованим вихідним, оскільки 8 серпня - неділя)

## Свята, що відзначаються протягом року

### Січень
- Перша половина січня: Новий рік (шін:нен) (яп. 新年)

З 1 січня починається найбільш важливий для Японії святковий сезон. Японці називають цей період Сьогацу 正月 або о-Сьогацу お正月. Він може тривати 1-3, 1-7, або 1-20 січня. Історично Сьогацу було назвою січня. 1 січня — національне свято, гандзіцу. В цей день, а зараз і протягом усього свята, в буддійські або синтоїстські храми стікаються відвідувачі, щоб взяти участь у церемонії очищення, помолитися і попросити собі й своїм близьким благополуччя в році, що настав. Жінки і дівчата для такої події надягають найкращі юката. Безліч людей їдуть в храми або які-небудь мальовничі місця, щоб поспостерігати перший схід сонця в новому році. Пошта Японії в цей час доставляє вітальні листівки, які у величезних кількостях, близько кількох десятків, розсилаються японськими сім'ями рідним і друзям. Ця традиція сягає до 1874 року, початку роботи пошти. Зараз на продаж ненгадзе припадає 20 % всіх річних її доходів.
Традиційні декорації включають в себе кадомацу. Всередині житла мають бути присутні три гілки: бамбука (щоб діти росли так само швидко), сливи (щоб у господарів були міцні помічники), сосни (щоб всі члени сім'ї жили так само довго), вівтар, або токонома прикрашає кагамі мочі. Кагамі мочі — зазвичай дві або три круглі моті, на які зверху поміщають азійський вид помаранчі, дайдай. Моті також відіграє чималу роль в дзони, святковому супі. Сім'ї їдять спеціальну новорічну їжу — осечі рьорі 御節料理 — яка готується протягом заключних днів грудня, щоб звільнити час від готування під час свята. В приготування до свята входять також прибирання будинку. Карута, карткова гра, пов'язана з вака — ще одне традиційне проведення часу під час Нового року.
На вулицях японці вітають один одного словами «Акемасіте омедето годзаімасу»,[明けましておめでとうございます] що означає «Вітаю з прийдешнім Новим роком».  
- Другий понеділок січня: День повноліття (Сейдзін но хі)

Хоча це свято і було визнане національним тільки 1948 році, День повноліття відзначається здавна. Це свято відзначають усі, хто досяг 20 років, тобто повноліття, в минулому році. Міська влада влаштовує церемонії або вечірки, обов'язково забезпечені алкогольними напоями — привілеєм дорослих. Але заворушення на святі призвели до скорочення церемоній деякими містами. До 2000 року День повноліття завжди відзначався 15 січня.

### Лютий
- 3 лютого: Сецубун ( яп. 節分)

Неофіційне японське свято. У сецубун японці відзначають початок весни. Одна з традицій — мамемакі, люди кидають смажені боби з будинків і голосно промовляють «Оні-ва сото, Фуку-ва учі» («демони зовні, благополуччя в домі»). У кожному регіоні своя варіація цієї фрази, в одному храмі в префектурі Нара демонів навіть запрошують всередину. Також кожен з'їдає відповідну його віку кількість бобів. В останні роки магазини стали продавати арахіс для сецубун.
- 11 лютого: День заснування держави (Кенкоку Кінен но хі)

Закон визначає це національне свято як день, покликаний нагадувати про історію країни і звернутися до почуття любові до батьківщини. Згідно з Ніхон Секі ця дата відображала день сходження на трон першого імператора Японії, в 660 році до н.е., і називалася Днем Заснування Імперії. Після Другої світової війни цей день перестав відзначатися як загальнодержавне свято. У 1966 році святкування Дня Заснування було відновлено парламентом, і з наступного року свято знову стало офіційно відзначатися в країні.
- 14 лютого: День святого Валентина

Неофіційне свято, в цей день жінки традиційно дарують шоколад своїм чоловікам і приятелям по роботі.
- 23 лютого: День народження імператора (тен' но танджо: бі)   (яп. 天皇誕生日)

Державне свято відзначається з 2020 року 23 лютого, оскільки цього дня у 1960 році народився чинний імператор Нарухіто (вступив на трон у 2019 році).

### Березень
- 3 березня: Хінамацурі (яп. 雛祭り, ひなまつり)

Традиційний «День дівчаток», який не є національним святом. У цей день дівчата виставляють на загальний огляд особливих ляльок, переданих безліччю сімей від покоління до покоління. Інші звичаї включають показ персикових квіток, червоні, білі та зелені ромбоподібні моті, а також сіродзаке, саке з ферментованого рису.
- 14 березня: Білий День

День, в який чоловік дарує коханій частування. Формально цей день почали святкувати в 1980 році, хоча коріння його раніше на декілька років. Назву він отримав від кольору цукру. Білий день не є державним святом.
- 15 березня: Хонен мацурі (яп.豊年祭)

Свято Багатого року — проходить у місті Комаки префекутури Айті.
- 2о або 21 березня (дата визначається астрономічно для довготи Токіо): День весняного рівнодення (Сюмбун-но хі 春分の日 або Хіга-но тюніті)

День весняного рівнодення — державне свято, «день любові до природи та захоплення всім живим». Своїм походженням він зобов'язаний синдоїдським традиціям святкування сезонних змін і буддистським — шанування культу предків. У цей день багато японців їдуть на могили предків, приводять їх до ладу, приносять квіти. Перше святкування сюмбун но хі припадає на 806 рік.

### Квітень
- 8 квітня: Фестиваль квітів (Хана Мацурі або Камбуцуе (День народження Будди)

Недержавний Фестиваль Квітів є не що інше, як святкування дня народження Будди. У цей день храми прикрашають квітами, а відвідувачам роздають солодкий чай Амато, що готується з різновиду гортензії. Напій вважається магічним, їм також омивають статуї Будди. За легендою, відразу після народження дев'ять небесних драконів окропили голову дитини водою. Квіти ж символізують сад Лумбіні, в якому народився Просвітлений.
- 29 квітня: День Сева (Сева-но хі)

Державне свято на честь періоду Сева; день народження покійного Хірохіто (Імператора Сева). Святкується з 2007 року. У 1989—2006 роках в цей день святкувався День зелені (нині 4 травня). Цей день також є точкою відліку «Золотого Тижня». Рідкісну низку свят і вихідних японці використовують для відпочинку і подорожей.

### Травень
- 3 травня: День Конституції (Кемпо кінембі)

Одне зі свят «Золотого тижня». Це державне свято — дата набрання чинності післявоєнної конституції 1947 року. Головна її відмінність від попередньої і конституцій більшості інших країн — відмова від війни при вирішенні міжнародних суперечок. Так, стаття 9 забороняє створення будь-яких збройних сил.
- 4 травня: День зелені (Мідорі-но хі)

Свято зелені і природи. До 2007 року, День зелені святкувався 29 квітня, а 4 травня було «цивільне свято» (кокумін але кюдзіцу).
- 5 травня: День дітей (Кодомо-но хі)

Цим державним святом закривається «Золотий тиждень». До 1948 року це свято було святом хлопчиків (Танго-но секку або Сьобу-но секку), на противагу Хінамацурі, але з поправкою в законі було вирішено об'єднати два свята в одному. Однак, в сьогоднішньому Дні дітей проглядаються традиції святкування Танго-но секку — яскраві матерчаті стяги, навіть іграшкові самурайські шоломи, прикрашають будинки.
- 15 травня: Фестиваль мальви (Аой-мацурі)

Синтоїстське свято в місті Кіото.

### Липень
- 7 липня: Танабата

Це романтичне свято зобов'язане своєю появою китайській легенді про закоханих Оріхіме і Хікобосі. Пастух і принцеса ткацтва вступили в шлюб з благословіння батька, але прийшовши в подружнє благополуччя, забули про тканини і стада, за що були розлучені батьком принцеси — він розвів їх по різних сторонах річки. І з тих пір Оріхіме і Хікобосі можуть зустрітися лише в одну ніч у році — сьому в сьомому місяці. У астрономічної варіації легенди Оріхіме називається Вегою, а Хікобосі — Альтаиром, а Чумацький шлях — річка, що розділяє їх.
У це свято вулиці прикрашаються барвистими ліхтарями і стеблами бамбука, до яких будь-хто може прикріпити папірець зі своїм бажанням. А в ніч по всій Японії люди спостерігають салюти і загадують бажання. Але якщо видалася дощова погода, бажання здійсняться тільки через рік — через погану погоду закохані не зможуть зустрітися.
Танабата не є державним святом, крім того, в деяких частинах Японії свято проходить не 7 липня, а 7 серпня, що ближче до легендарної дати (відповідно до місячного календаря).
- Третій понеділок липня: День моря (Умі но хі)

Закон визначає це державне свято як день подяки океану і надії у процвітання морської країни, тобто, Японії. До 1996 року свято було відоме як День пам'яті моря, і тільки після стало державним святом з фіксованою датою — 20 липня, але в 2003 році була внесена поправка і День моря тепер — третій понеділок липня.
З Умі но хі починаються літні канікули і купальний сезон — до свята вода вважається дуже холодною (закривається він 15 серпня, так як вважається що після цього моменту в море з'являються отруйні медузи). Традиційні коріння свята порівняно неглибокі, тому для більшості японців це просто додатковий вихідний день.

### Серпень
- Перша декада серпня: Небута

Літнє свято в регіоні Тохоку. Свято має вигляд нічної ходи, під час якої учасники котять вулицями міста помости на колесах, увінчані гігантськими ліхтарями
- 13-15 серпня: Обон

Японський фестиваль поминання покійних. Згідно з традицією вважається, що в цей час року душі покійних повертаються до живих і відвідують своїх рідних. Нерідко його називають святом ліхтарів, тому що з настанням темряви вони вивішуються рідними — щоб душі покійних могли знайти дорогу додому. У сучасному Обоні переплітаються споконвічні традиції і буддійські звичаї, додають його витоки. Незважаючи на те, що Обон не є державним святом, багато компаній закривають свої офіси на ці три дні, і працівники повертаються у свій рідний дім, в результаті чого на вулицях з'являються пробки, і залізничні лінії перевантажуються. Обон — одине з найважливіших буддійських свят. У храмах в цей час відбувається читання священних книг, родичі кладуть свої підношення до вівтарів. До вечора в парках можна побачити спеціальний, що виконується під звуки фольклорної музики і співу, танець — бон одорі — покликаний заспокоїти душі предків. Багато надягають юката (літнє кімоно) для виконання цього танцю. Закривається свято урочистим торо нагасі — барвисті паперові ліхтарики зі свічками пускаються по річці або морю, вказуючи душам безпечний шлях в царство мертвих.
Традиційна дата святкування Обону — п'ятнадцятого дня сьомого місяця, згідно з місячним календарем, і після переходу Японії до григоріанського календаря, деякі люди почали святкувати його за новим календарем (13-15 липня), деякі 13-15 серпня (ближче до традиційної дати), а деякі згідно зі старим місячним календарем. Останнім часом стала переважати серпнева дата. Крім того, на цей час припадає метеорний потік, який добре асоціюється з душами померлих.

### Вересень
- Третій понеділок вересня: День шанування старших (Кейро но хі)

Це державне свято, введене в 1965 році і існуюче з 1947 року, відображає невід'ємну частину японської культури — повага до старших. Витоки цього можна знайти в традиційній японській релігії: конфуціанські, сінтоїстські і буддистські традиції вплинули на етику і виховання молоді. У цей день прийнято вітати всіх літніх людей.
- 22 або 23 вересня (дата визначається астрономічно для довготи Токіо): День осіннього рівнодення (Сюбун-но хі)

Це державне свято, поряд з днем весняного рівнодення, святкується з 1878 року і теж відображає культуру шанування сезонних змін. Воно схоже з Днем весняного рівнодення і тим, що присвячується минулому, догляду за могилами і домашніми вівтарями, і справжньому, природі. Також це свято тісно пов'язане з поняттям аки но нанакуса (декілька днів до і після рівнодення) і семи осінніми рослинами — агі (конюшина), Обана (срібна трава, міскантус), кудзу (Пуерарія лопатева), Надесіко (гвоздика пишна), омінаесі (японська валеріана), фудзібакама (сідач прорив), Кіке (китайський дзвіночок). Число сім у буддизмі символізує «щастя». На відміну від семи весняних рослин, осінні не вживаються в їжу. Основне їх призначення — естетичне задоволення від споглядання. Японці захоплюються витонченою простотою та красою цих рослин, надихаються на створення предметів мистецтва. Під час аки но нанакуса семи осінніми квітами і травами прикрашають будинки. Існує також особливе осіннє кімоно з мотивами аки но нанакуса, яке не надівається в іншу пору року. Місяць під час цього свята традиційно визнається найбільш красивим, і японці намагаються приділити час цукимі — милуванню ним. Обов'язкоа страва в ці дні — рисові пиріжки данго. Незалежно від погоди, день осіннього рівнодення нагадує жителям Японії про настання осені.
А також свято схоже на міжнародний День сміху. За легендою цей день богиня сонця Аматерасу гуляючи у саду зустріла дурника який запхав собі у вухо сливу і силкувався її витягнути випробовуючи при цьому страшенні муки. Вона пошкодувала бідолаху і вдарила його своїм променем по голові. Слива випала і згодом на тому місці виросло ціле дерево. Коли воно розцвіла і почало давати плоди - кожен хто їв їх цілий день смішив інших думками дурника що проросли  плодами цього дерева. 
З того часу кожного року японці одягаються в фіолетовий одяг та розповідають одне одному  смішні жарти.

### Жовтень
- Другий понеділок жовтня: День фізкультури (Тайіку-но хі)

Закон стверджує це державне свято як день, спрямований на зміцнення спортивного духу нації, а також розвитку здоров'я та тіла. Був створений в 1964 році на другий річниці відкриття Олімпійських Ігор в Токіо. Раніше фіксована дата в 10 жовтня в 2000 році була перенесена на перший понеділок. В цей день проходять різні заходи, націлені на підвищення інтересу населення до фізкультури і спорту в цілому. У школах в це свято влаштовуються особливі спартакіади, які тривають з ранку до пізнього вечора і задіюють не тільки всіх учнів даної школи, а й їхніх батьків, і вчителів. Учасники розбиваються на п'ять команд — по числу олімпійських кілець. Змагання не обмежуються якимись видами спорту, серйозними або жартівливими, але завжди і по сей день найпопулярнішими залишаються естафета та перетягування канату.

### Листопад
- 3 листопада: День культури (Бунка но хі) (яп. 文化の日, ぶんかのひ,)

День культури відповідно до закону почав діяти як державне свято з 1948 року, а до цього існував як день народження імператора епохи Мейдзі. Після Другої світової війни свято залишилося, але було перейменоване. Свято проголосили «Днем культури» на честь нової Конституції країни, яка була затверджена парламентом у листопаді 1946 року. Зміна назви відображала нові політичні погляди держави, націлені на розвиток культури нації «в дусі ідеалів свободи і миру».
В цей день близько 4-5 тисяч осіб отримують урядові нагороди за внесок у розвиток культури, і люди ці включають себе та іноземних громадян, маючих позитивну дію на зміцнення відносин своєї країни з Японією або зробили певні досягнення в японознавстві. Вищі нагороди вручає сам імператор на спеціальній церемонії, нагороди рангом нижче — члени уряду. Вже традиційними стали різні розважаючі заходи для будинків престарілих, шкільні культурні фестивалі або ранки бункасай. Шкільні свята можуть і не проходити безпосередньо 3 листопада, але зазвичай вони не більше ніж за чи після двох тижнів від цієї дати.
- 15 листопада: Сіті-го-сан (яп. 七五三)

Це недержавне свято повністю присвячене дітям, його назву можна дослівно перекласти як «сім-п'ять-три», діти саме цих віків, надівши часом спеціально зшиті для цього свята кімоно, хаорі і хакама, відвідують зі своїми батьками храми. Історично вважається, що немовля після трьох років стає дитиною, воно отримує дозвіл відрощувати волосся. Наступний рубіж — п'ять років у хлопчиків, коли вони можуть з'явитися в громадських місцях у хаорі, і сім років у дівчаток, яке відзначається тим, що їм вперше кімоно підв'язується спеціальним поясом — обі.
Традиційною датою Сіті-го-сан був п'ятнадцятий день згідно з місячним календарем, повний місяць. Листопаді ж місяць, в який люди відвідують святині, щоб віддячити за врожай і помолитися за дітей. Вони ж отримують Тітосе-Аме, «цукерку тисячі років». Вона поєднує в собі сприятливі червоні і білі смуги і зберігається в мішечках із зображеннями журавлів і черепах, таких же символів довгого життя, як і сосна, бамбук і Уме.
- 23 листопада: День подяки за працю (Канша-саі)  (яп. 感謝祭)

Державне свято подяки праці було засноване в 1948 році на честь стародавнього фестивалю Ніінамесай. Закон встановлює його як день, що закликає відсвяткувати хороший урожай і розвиток виробництва, віддячити один одного за посильну допомогу в цій справі. У минулому це було просто синтоїстське свято, в яке люди дякували богів, підносячи їм найурожайніші в цьому році продукти і перші колоски рису, як би розділяючи з богами трапезу — до Ніінамесай ніхто не міг спожити в їжу молодий рис, а на наступний день після свята Імператор влаштовував для придворних справжній бенкет, тоеноа карさі.なれさ

### Грудень
- 23 грудня: День народження імператора (тен' но танджо: бі)   (яп. 天皇誕生日)

Не є державним святом з 2019 року
Основним загальнодержавним святом в грудні був День народження імператора Акіхіто. Імператор народився 23 грудня 1933 року, і з моменту його вступу на престол в 1989 році цей день став державним святом.
Рано вранці на церемонії сюкуга но хі імператор одержує привітання від членів імператорської сім'ї, прем'єр-міністра, голови Парламенту і радників. Після полудня Імператора очікує чайна церемонія з послами більш ніж ста країн. Безліч японців приходять в цей день до імператорського палацу, щоб привітати зрідка з'являється на балконі в оточенні членів сім'ї іменинника.
Так як імператори змінюють один одного, дата свята нефіксована. Але жителі країни, святкуючи день народження чинного імператора, не забувають і про минулі, вони як і раніше залишаються символами країни і нації. Тому, наприклад день народження імператора Мейдзі був після Війни перейменований у День культури, а імператора Сева — в 1989 році в День зелені.
- 24-25 грудня: Різдво (яп. クリスマス курісумасу, Christmas)

Різдво в Японії досить популярне, хоч і не є державним святом. Такі традиційно західні символи, як різдвяні піснеспіви, Санта Клаус, гірлянди і поїдання різдвяного торта (часто характеризується наявністю полуниці і збитих вершків) вже стали частиною свята. Крім того, протягом свята і весь наступний тиждень популярна Дев'ята симфонія Бетховена. Хоча народження Ісуса і не вважається частиною свята в Японії, воно завжди визнається значущою частиною свята.
- 31 грудня: Омісока (яп. 大晦日)

Напередодні японського Нового року не є державним святом. У тиждень перед ним проводять боненкай (яп. 忘年 会) (бонен кай) — Вечірки-проводи старого року. Підприємці влаштовують вечірки в ресторанах, де споживається багато пива і саке.
Осодзі, глобальне прибирання, також є частиною святкування Омісокі. Вона практично повторює весняне прибирання. Як тільки будинок стає чистий, починають готувати новорічні страви. Перед Різдвом і напередодні Нового року більшість офісів та інших підприємств закриваються приблизно на тиждень, автомобільні пробки, створювані потоками японців, що прямують в сільську місцевість з Токіо і інших мегаполісів, розтягуються до 50 км. Сінкансен і інші потяги заповнені стоячими пасажирами. Величезна кількість туристів покидає країну, стікаючи на Гаваї і в Південно-Східну Азію.
NHK транслює щорічні телевізійні спектаклі, концерти, зокрема, відома програма «Кохаку Ута Гассен», що збирає безліч виконавців різних напрямків.